# مجاز الباب
مجاز الباب (به عربی: مجاز الباب) یک شهر در تونس است که در استان باجه واقع شده‌است. مجاز الباب ۲۲٬۲۸۷ نفر جمعیت دارد.